# Sunlight (Nicky Byrne-dal)
A Sunlight (magyarul: Napfény) az ír Nicky Byrne dala, mellyel Írországot képviselte a 2016-os Eurovíziós Dalfesztiválon, Stockholmban. A dal belső kiválasztás során nyerte el az eurovíziós indulás jogát és 2016. január 13-án mutatták be nyilvánosan.

## Eurovíziós Dalfesztivál
A dalt az Eurovíziós Dalfesztiválon a május 12-i második elődöntőben adta elő, fellépési sorrendben hetedikként a Szerbiát képviselő Sanja Vučić Zaa Goodbye (Shelter) című dala után, és a Macedóniát képviselő Kaliopi Dona című dala előtt. Az elődöntőben a tizenötödik helyen végzett, így nem jutott tovább a május 14-i döntőbe.
A következő ír induló Brendan Murray Dying to Try című dala volt a 2017-es Eurovíziós Dalfesztiválon.